# معاملة المثليين في فنزويلا
قد يواجه الأشخاص من المثليين والمثليات ومزدوجي التوجه الجنسي والمتحولين جنسياً (اختصاراً: LGBT) في فنزويلا تحديات قانونية لا يواجهها غيرهم من المغايرين جنسيا. يعتبر النشاط الجنسي المثلي بين الرجال وبين النساء قانونيا في فنزويلا، لكن المنازل التي يعيش فيها الشركاء المثليون غير مؤهلة للحصول على نفس الحماية القانونية المتاحة للأزواج المغايرين.

## قانونية النشاط الجنسي المثلي
لم يعاقب على المثلية الجنسية مطلقًا منذ الاستقلال الفنزويلي، إلا في ظل «قانون المتشردين والبلطجية» (Ley de vagos y maleantes) (قوانين السلوك قبل الجنائي كما كانت موجودة في أوروبا وأمريكا اللاتينية خلال القرن العشرين). في فنزويلا، على عكس إسبانيا، لم يشير هذا القانون صراحة إلى المثليين جنسياً. ومع ذلك، كان يتم تطبيقه من حين لآخر على المثليين والأفراد المتحولين جنسياً الذين يمارسون الدعارة، وكذلك المشتغلين بالجنس بشكل عام كما ذكرت منظمة العفو الدولية. يمكن وضع الأشخاص المقدمين إلى هذا القانون من خلال «تدابير إدارية» ضمن «برامج إعادة تثقيف» في «أماكن احتجاز» خاصة دون محاكمة، كما حدث في العديد من البلدان الأخرى، بما في ذلك إسبانيا. أعلنت محكمة العدل العليا السابقة هذا القانون غير دستوري في عام 1997. يساوي السن القانونية للنشاط الجنسي 16 عامًا.

## الاعتراف القانوني بالعلاقات المثلية

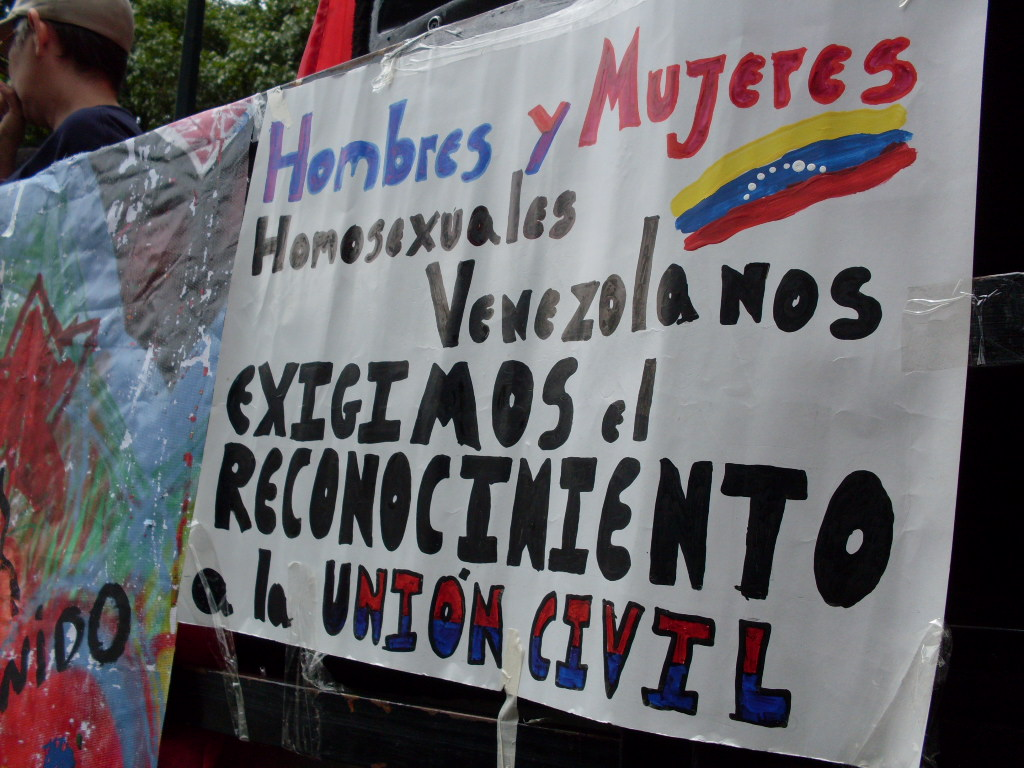
ملصق يطالب بحقوق للاعتراف القانوني للعلاقات المثلية في فنزويلا.

لا يوجد اعتراف قانوني بالعلاقات المثلية صراحة في القانون الفنزويلي.
في عام 2003، قامت منظمة غير حكومية معنية بحقوق المثليين تدعى «الاتحاد الإيجابي» Unión Afirmativa بتقديم استئناف إلى المحكمة العليا للاعتراف القانوني بالحقوق الاقتصادية (المعاشات، الميراث، الضمان الاجتماعي، الأسرة المعيشية المشتركة، إلخ) للشركاء المثليين. صدر الحكم في 28 فبراير 2008 على الرغم من الإقرار بأن «الشركاء المثليين يتمتعون بجميع الحقوق، الحقوق المدنية والسياسية والاقتصادية والاجتماعية والثقافية - فهم لا يتمتعون بحماية خاصة شبيهة بالزواج أو الزواج بين رجل وامرأة، وهذا هو، بنفس الشروط التي لدى الشركاء من جنسين مختلفين. وعلى الرغم من ذلك، فإن الجمعية الوطنية هي الهيئة الحكومية التي تتمتع بصلاحية سن التشريعات لحماية هذه الحقوق للشركاء المثليين». كما أشار القرار إلى أن هذه الحقوق مشمولة بموجب دستور جمهورية فنزويلا البوليفارية.
في 20 آذار 2009، أعلن عضو روميليا ماتوت أن الجمعية الوطنية سوف تعترف قانونيا بالعلاقات المثلية بأنها «اتحاد من خلال المعاشرة» (بالإسبانية: sociaciones de convivencia)‏ كجزء من «القانون الأساسي للمساواة بين الجنسين». لكن لم تناقش هذه المبادرة. تم تقديم مبادرات أخرى تتعلق بهذا الموضوع والاعتراف بهوية المتحولين جنسياً من قبل المجتمع المدني إلى الجمعية الوطنية، لكن لم يتم إجراء أي نقاش رسمي على الإطلاق.
في 31 كانون الثاني/يناير 2014، خلال نقاش حول مشروع قانون إصلاح القانون المدني، قدم نشطاء المثليين مقترحًا يسعى إلى تقنين زواج المثليين.
في يناير 2015، قُدمت دعوى قضائية بشأن الحق في الزواج أمام المحكمة العليا في البلاد. في 28 أبريل 2016، أعلنت المحكمة العليا أنها ستستمع إلى القضية. تسعى الدعوى إلى إعلان أن المادة 44 من القانون المدني غير دستورية لأنها تنص على أن الزواج صالح قانونًا فقط بين رجل وامرأة في فنزويلا.
في يونيو 2016، أعلنت المعارضة الفنزويلية أنها ستعمل على مشروع قانون الاتحاد المدني. وقال عضو بارز في اللجنة إن قانون التسجيل الجديد سيسمح للأزواج بالسعي للحصول على بعض المزايا.
في نوفمبر 2017، أعرب الرئيس نيكولاس مادورو عن دعمه الشخصي لزواج المثليين، وقال إن الجمعية التأسيسية ستوافق على مناقشة تقنين زواج المثليين. في سبتمبر 2018، قال هيرمان إسكارا، وهو عضو في الجمعية التأسيسية، أن هناك مناقشات حالية للسماح بزواج المثليين بموجب الدستور الجديد لفنزويلا، وأن هناك دعم الأغلبية في الجمعية التأسيسية. من المتوقع أن تبدأ المناقشة حول الدستور الجديد في نهاية عام 2018 أو أوائل عام 2019.

## التبني وتنظيم الأسرة
لا يقدر الأزواج أو الشركاء المثليون على تبني الأطفال في فنزويلا. ومع ذلك، يسمح للزوجات والشريكات المثليات الوصول إلى التلقيح الاصطناعي.
في 15 ديسمبر 2016، قضت محكمة العدل العليا بأنه يمكن تسجيل طفل رضيع في السجل المدني الفنزويلي بألقاب كل من والدتيه. بناءً على حكمها على المادة 75 من الدستور، أعلنت المحكمة أن الدولة يجب أن توفر الحماية دون تمييز لجميع الأسر، بما في ذلك الأطفال والمراهقين المولودين في أسر مثلية. بالإضافة إلى ذلك، يجب أن يتمتع هؤلاء الأطفال بجميع الحقوق والضمانات المنصوص عليها في الأطفال الآخرين المولودين في أسر مغايرة. من الآن فصاعدًا، قد يتم تسجيل الأطفال لأبوين مثليين في ألقاب والديه، بغض النظر عما إذا كان الوالدان بيولوجيين أم لا.

## الحماية من التمييز
في فنزويلا، هناك القليل من القوانين، في بعض المجالات المحددة (مكان العمل، والسكن الإيجاري، والنظام المصرفي)، تحمي المثليين من التمييز. ومع ذلك، حتى في حالة وجود تدابير حماية، تفتقر هذه القوانين إلى آليات لتنفيذ استراتيجيات حقيقية وفعالة لمنع التمييز وعدم المساواة.
منذ عام 2012، يحظر قانون العمل العضوي التمييز على أساس التوجه الجنسي. في السابق، تم حظر التمييز في العمل على أساس «الخيار الجنسي» في عام 1996.
تنص المادة 4 من القانون الأساسي لسلطة الشعب (2010)، على أن «القوة الشعبية مصممة لضمان حياة الناس ورفاههم، من خلال إنشاء آليات لتنميتهم الاجتماعية والروحية، وضمان ظروف متساوية للجميع لتنمية قدراتهم بحرية الشخصية، توجيه وجهتهم، والتمتع بحقوق الإنسان وتحقيق السعادة الاجتماعية العليا؛ دون تمييز على أساس الأصل العرقي، والدين، والمركز الاجتماعي، والجنس، والتوجه الجنسي، والهوية الجندرية والتعبير عنها، واللغة، والرأي السياسي، والأصل القومي، والعمر، والحالة الاقتصادية أو الإعاقة أو أي ظرف شخصي أو قانوني أو اجتماعي آخر يؤدي إلى إلغاء الاعتراف أو إضعاف التمتع أو ممارسة حقوق الإنسان والضمانات الدستورية».
تتضمن المادة 173 من قانون مؤسسات القطاع المصرفي (2010) «الهوية أو التعبير الجندري» كفئة محمية ضد التمييز.
تحظر المادة 5 من قانون تنظيم ومراقبة تأجير المساكن، التي سُنت في عام 2011، التمييز وتوفر الحماية للأشخاص المعرضين للخطر بشكل خاص أو المعرضين للتمييز على أساس التوجه الجنسي والهوية الجندرية، من بين أمور أخرى.
في العملية التي سبقت اعتماد الدستور الفنزويلي الجديد لعام 1999، تم اقتراح أحكام مناهضة للتمييز؛ ومع ذلك، بسبب المعارضة القوية من الكنيسة الكاثوليكية الرومانية، تم إسقاطها من المسودة النهائية. في عام 2001، كانت هناك محاولات متجددة لإدراجها في الدستور. في عام 2002، أعرب الرئيس حينها هوغو شافيز عن أسفه لاستبعادهم، مما يشير إلى أنه قد يتم تضمينهم في جولات الإصلاح الدستوري في المستقبل.
كان الاستفتاء الدستوري الفنزويلي في عام 2007 سيحظر التمييز على أساس التوجه الجنسي، لكن كلا من حزمتي الإصلاح، اللتين غطتا مجموعة واسعة من التدابير الاجتماعية والاقتصادية، هزمت بفارق ضئيل.
اقترحت العديد من مجموعات المثليين على الجمعية الوطنية تشريع المساواة منذ 2009 إلى 2015، ولكن لم يتم النظر في قوانين مكافحة التمييز المقترحة في جدول الأعمال.

### قوانين الولايات
تحظر ولاية ميريدا جميع أشكال التمييز على أساس التوجه الجنسي والهوية الجندرية في دستور الولاية.

## الهوية الجندرية والتعبير عنها

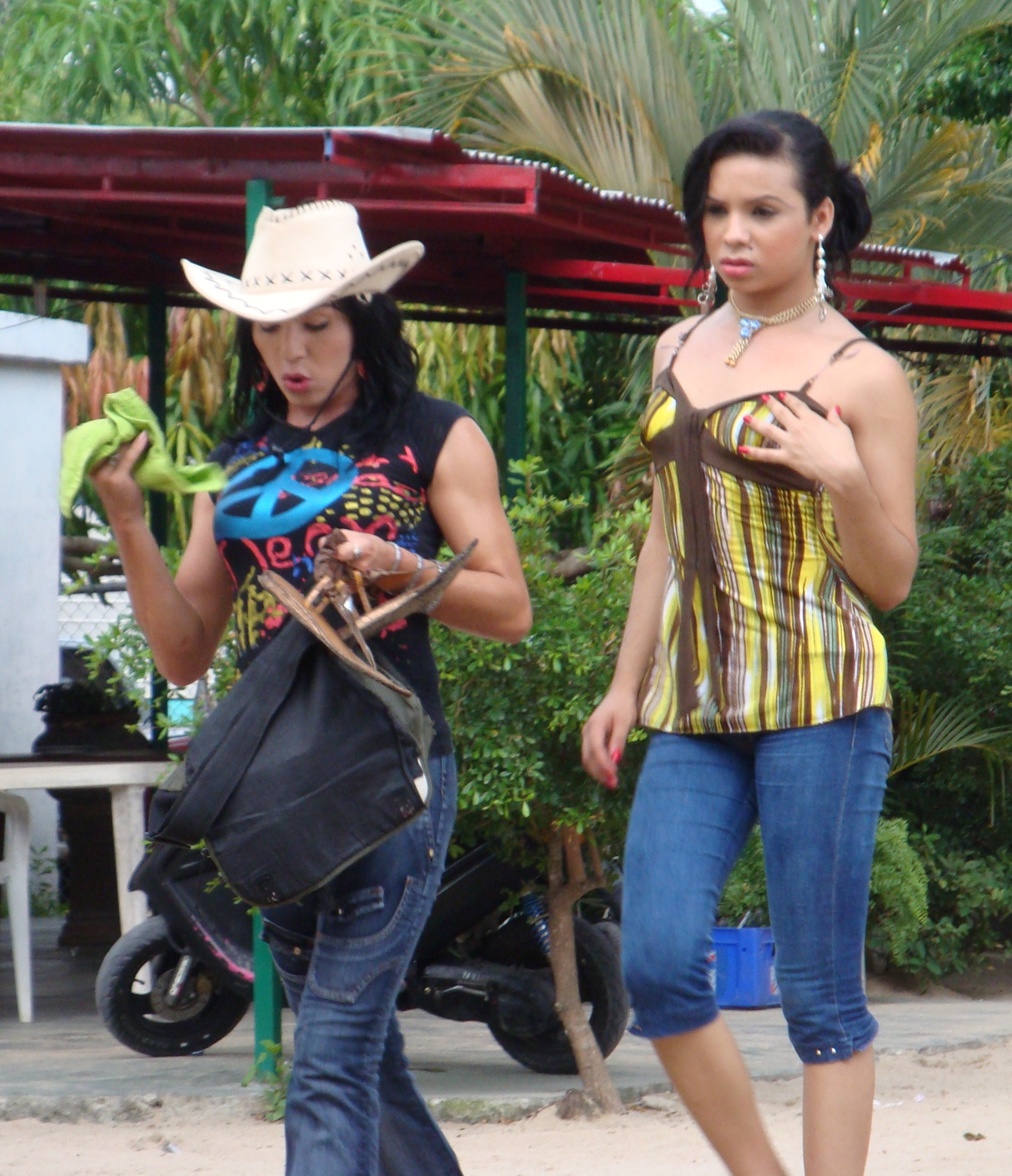
نساء متحولات جنسياً في شاطئ بوبوري بولاية زوليا

لا يسمح القانون الفنزويلي للأشخاص المتحولين جنسياً بتغيير اسمهم وجنسهم القانوني في الوثائق الرسمية.
في سبتمبر 2016، أعلنت الدائرة الإدارية لشؤون تحديد الهوية والهجرة، من خلال التماس مقدم من الوزارة العامة، أن الأشخاص المتحولين جنسياً قد يطلبون بطاقة هوية جديدة وفقًا لهويتهم الجندرية. ستكون الصورة على بطاقة الهوية مناسبة لنوع الجنس الذي يظهر الشخص، بغض النظر عن الجنس البيولوجي.

## الخدمة العسكرية
يحظر قانون العدالة العسكرية، الساري منذ عام 1998، النشاط الجنسي المثلي.
تنص المادة 565 على أنه «يعاقب بالسجن لمدة تتراوح بين سنة وثلاث سنوات وبفصل القوات المسلحة. ويعاقب الموظف الذي يرتكب أفعالاً تنتهك كرامته أو ينحرف بها أو يسمح بمثل هذه الأفعال دون محاولة إيقافها بالوسائل التي يسمح بها القانون. ينطبق على أي عسكري يرتكب أعمال جنسية ضد الطبيعة».
عُرف عدد من الحالات في السنوات الأخيرة بأن بعض أفراد الجيش تعرضوا للمضايقة أو الرفض لكونهم من مجتمع المثليين.

## ظروف الحياة

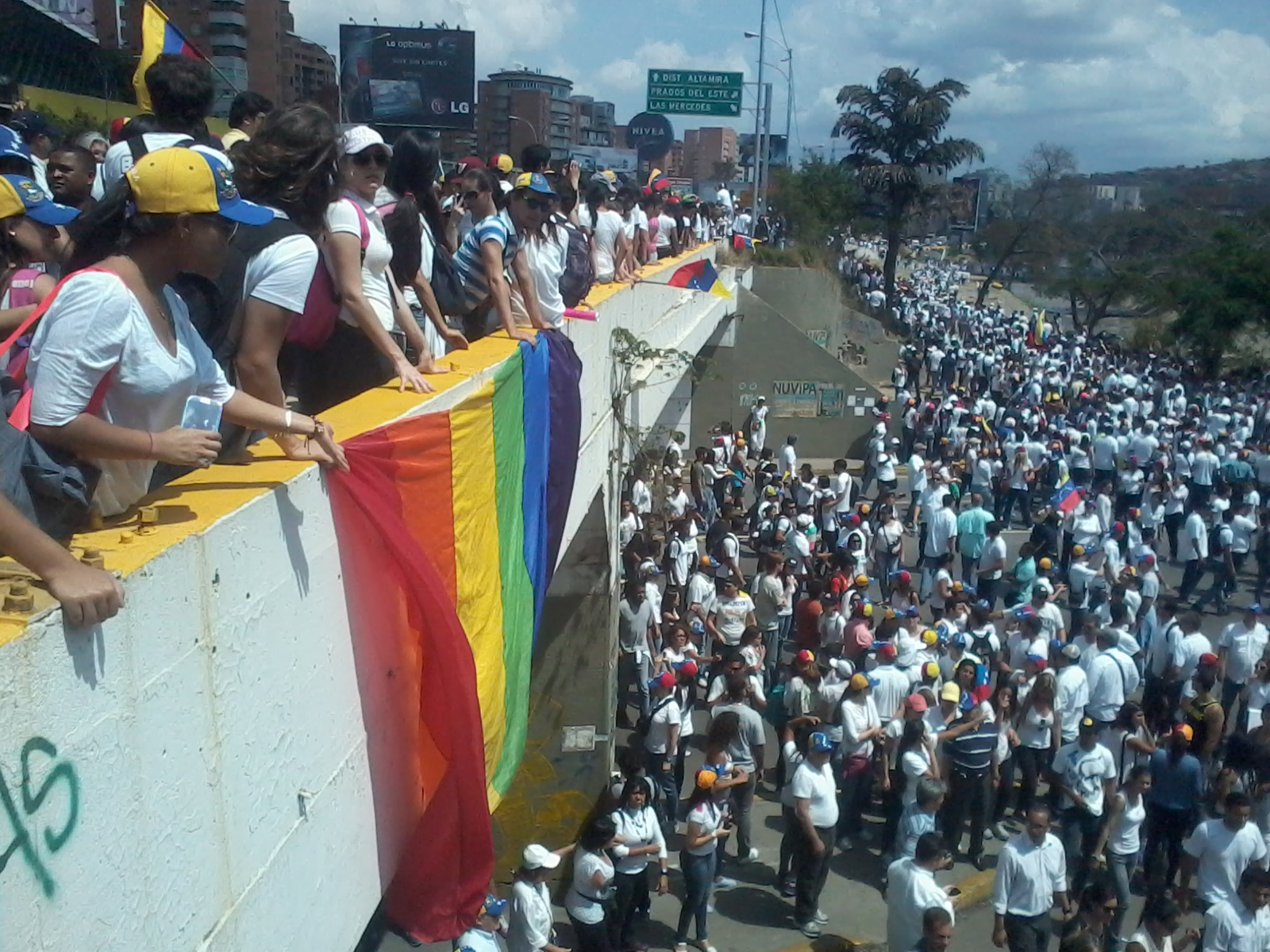
أنصار مجتمع المثليين في مسيرة مناهضة للحكومة في عام 2014 بعد وقت قصير من القبض على ليوبولدو لوبيز

فنزويلا هي موطن لمجتمع المثليين مزدهر. منذ عام 2000، تم الاحتفال باليوم العالمي لمكافحة رهاب المثلية ورهاب التحول الجنسي ورهاب ازدواجية التوجه الجنسي، بينما بدأت الحكومة مؤخراً في المشاركة في أحداث فخر المثليين لأول مرة. ومع ذلك، لا تزال مضايقات الشرطة ورهاب المثلية في مكان العمل تمثل مشاكل خطيرة.
وخلال الانتخابات البرلمانية 2015، انتخبت الناشطة المتحولة جنسيا تمارا أدريان نائبة بديلة في الجمعية الوطنية عن «حزب الإرادة الشعبية»، لتصبح ثاني نائبة متحولة جنسيا تنتخب في هيئة تشريعية وطنية في أمريكا اللاتينية، بعد ميشيل سواريز بيرتورا من الأوروغواي. ذكرت أدريان في مناسبات مختلفة أنها تعتزم دفع تشريعات لتشريع زواج المثليين وتعزيز حماية الدولة لأفراد مجتمع المثليين. تم انتخاب روزميت مانتيلا، وهو أيضًا ناشط في مجال حقوق المثليين عن حزب الإرادة الشعبية وهو مثلي الجنس بشكل علني، كنائب بديل في انتخابات عام 2015 أيضًا؛ الاثنان هما أول عضوين من مجتمع المثليين في الهيئة التشريعية في فنزويلا.
في أيار/مايو 2016، وافقت الجمعية الوطنية بالإجماع على قرار ينص في 17 أيار/مايو باعتباره اليوم العالمي لمكافحة رهاب المثلية ورهاب التحول الجنسي ورهاب ازدواجية التوجه الجنسي، من أجل زيادة الوعي في المجتمع وتعزيز مكافحة التمييز والوصم والعنف وإنكار حقوق الأفراد على أساس توجههم الجنسي أو هويتهم الجندرية أو تعبيرهم عنها. في أغسطس 2016، الغت المحكمة العليا القرار.

## الرأي العام
وفقًا لمسح أجراه مركز بيو للأبحاث، والذي أجري في الفترة بين 8 نوفمبر 2013 و 12 فبراير 2014، أيد 28% من الفنزويليين زواج المثليين، وعارضه 61% منهم.

## ملخص
| قانونية النشاط الجنسي المثلي                                                             | (منذ عام 1997)                                                             |
| المساواة في السن القانوني للنشاط الجنسي                                                  | (منذ عام 1997)                                                             |
| قوانين مكافحة التمييز في التوظيف                                                         | (منذ عام 1996 على أساس الخيار الجنسي، منذ عام 2012 على اساس التوجه الجنسي) |
| قوانين مكافحة التمييز في توفير السلع والخدمات                                            | (منذ عام 1996 على أساس الخيار الجنسي، منذ عام 2012 على اساس التوجه الجنسي) |
| قوانين مكافحة التمييز في جميع المجالات الأخرى (تتضمن التمييز غير المباشر، خطاب الكراهية) | / (في ولاية ميريدا فقط)                                                    |
| قوانين مكافحة أشكال التمييز المعنية بالهوية الجندرية                                     | (منذ عام 2010)                                                             |
| زواج المثليين                                                                            | (مقترح)                                                                    |
| الاعتراف القانوني بالعلاقات المثلية                                                      | (مقترح)                                                                    |
| السماح للشخص العازب بالتبني بغض النظر عن توجهه الجنسي                                    | Yes                                                                        |
| تبني أحد الشريكين للطفل البيولوجي للشريك الآخر                                           | No                                                                         |
| التبني المشترك للأزواج المثليين                                                          | No                                                                         |
| يسمح للمثليين والمثليات ومزدوجي التوجه الجنسي بالخدمة علناً في القوات المسلحة             | No                                                                         |
| الحق بتغيير الجنس القانوني                                                               | No                                                                         |
| علاج التحويل محظور على القاصرين                                                          | No                                                                         |
| الحصول على أطفال أنابيب للمثليات                                                         | Yes                                                                        |
| الأمومة التلقائية للطفل بعد الولادة                                                      | (منذ عام 2016)                                                             |
| تأجير الأرحام التجاري للأزواج المثليين من الذكور                                         | No                                                                         |
| السماح للرجال الذين مارسوا الجنس الشرجي التبرع بالدم                                     |                                                                            |